# A látszat ára
A látszat ára (eredeti cím: Passing) 2021-ben bemutatott amerikai történelmi filmdráma, amelyet Rebecca Hall rendezett és írt, Nella Larsen Passing című regénye alapján. A főbb szerepekben Tessa Thompson, Ruth Negga, André Holland, Bill Camp és Gbenga Akinnagbe látható.
Amerikában 2021. október 27-én a mozikban, Magyarországon 2021. november 10-én a Netflixen mutatták be.

## Cselekmény
Az 1920-as évek New Yorkjában Irene Redfield, a Harlemben élő világos bőrű fekete nő véletlenül találkozik gyermekkori barátnőjével, Clare Bellew-val egy szálloda étkezőjében. Irene egy fekete orvos felesége. Megtudja, hogy Clare fehérnek "adja ki magát", és egy gazdag chicagoi fehér férfihoz ment feleségül.
Clare meghívja Irene-t a szállodai szobájába, hogy nyíltabban beszélgethessenek. Clare elmagyarázza, hogy apja halála után két fehér nagynénje nevelte fel. Férjéhez, Johnhoz még nagyon fiatalon ment hozzá. A beszélgetésüket John szakítja félbe, aki nyíltan megveti és lealacsonyítja a feketéket, nem tudva sem a felesége, sem Irene faji hátteréről. Irene Clare-re haragudva elhagyja a szállodát, és nem hajlandó válaszolni, amikor Clare ír neki. Miután azonban Clare váratlanul megjelenik Irene otthonában, és bocsánatot kér a találkozásért, újraéled a barátságuk.
Clare újra kapcsolatba akar kerülni a feketékkel, és meghívja magát egy táncos bulira, amelyet Irene szervez. A parti vendégeinek többsége elbűvölőnek találja Clare-t, köztük Irene férje, Brian is. Aznap este Irene felfedi Clare titkát a barátjának, a regényíró Hugh Wentworthnek, akit Clare kevésbé nyűgöz le, mint a többieket.
Az idő múlásával Clare Irene életének minden területébe bekapcsolódik, gyakran csatlakozik Irene és Brian kirándulásaihoz. Eleinte úgy tűnik, Irene örül Clare jelenlétének, de hamarosan kiábrándul belőle, és kezd neheztelni a jelenlétére. Brian, aki szintén elégedetlen, megpróbálja megtanítani a saját és Irene gyermekeit az amerikai rasszizmus néhány durva jelenségére, mivel Irene nem hajlandó máshová költözni. Irene úgy véli, hogy a gyerekek még túl fiatalok ahhoz, hogy megismerjék a legrosszabb eseményeket, ezért Brian és ő összevesznek ezen, ami tovább terheli a házasságukat. Brian meghívja Clare-t egy teadélutánra, ahonnan Irene szándékosan kizárja őt.
Amikor a barátnőjével, Felise-szel, aki nyilvánvalóan fekete, vásárolgatni megy, Irene találkozik Johnnal. A nő sietve távozik, amikor a férfi kezd rájönni az igazságra a felesége faji hátterével kapcsolatban. Irene megpróbálja figyelmeztetni Clare-t, de elhatározza, hogy nem teszi, amikor nem tudja elérni telefonon.
Miközben Brian, Irene és Clare úton vannak Felise karácsonyi partijára egy hatemeletes épület legfelső emeletén, Irene megkérdezi Clare-t, mit tenne, ha John valaha is megtudná az igazságot. Clare azt válaszolja, hogy visszaköltözne Harlembe, hogy Irene-nel lehessen, akit ez zavar. A parti alatt Irene csendben marad, kerüli a többi vendéget. Kinyit egy nagy függőleges ablakot, hogy rágyújtson.
Hirtelen John dühösen benyomul a lakásba, követelve, hogy láthassa Clare-t. A lány nyugodt marad, és az ablaknál álló Irene mellé lép. John azzal vádolja a nőt, hogy "mocskos hazug", és nekiront. Clare kiesik az ablakon, de nem világos, hogy John vagy Irene lökte-e meg, vagy szándékosan ugrott ki.
A többi vendég rémülten rohan ki, nem tudván, hogy Clare meghalt-e. Irene lassan lemegy a földszintre, ahol a rendőrség kihallgatja a vendégeket. Brian azt mondja, hogy szerinte John lökte meg Clare-t, de Irene a kérdésre azt mondja, hogy szerinte baleset volt az esés. A rendőrség megállapítja a baleset okozta halált, Irene Brian karjaiban zokog, és Clare holttestét a mentősök elviszik.

## Szereplők
| Szerep                  | Színész                 | Magyar hang         |
| ----------------------- | ----------------------- | ------------------- |
| Irene "Reenie" Redfield | Tessa Thompson          | Gubik Petra         |
| Clare Bellew            | Ruth Negga              | Sodró Eliza         |
| Brian Redfield          | André Holland           | Kamarás Iván        |
| Hugh Wentworth          | Bill Camp               | Bezerédi Zoltán     |
| John Bellew             | Alexander Skarsgård     | Nagy Ervin          |
| Dave Freedland          | Gbenga Akinnagbe        | Kékesi Gábor        |
| Felise                  | Antoinette Crowe-Legacy | Ligeti Kovács Judit |
| Zu                      | Ashley Ware Jenkins     | Mórocz Adrienn      |

### Magyar változat
- Magyar szöveg: Imri László
- Hangmérnök: Hegede Béla
- Vágó: Kránitz Bence
- Gyártásvezető: Újréti Zsuzsa
- Szinkronrendező: Aprics László
- Produkciós vezető: Haramia Judit

A szinkront az SDI Media Hungary készítette el.

## A film készítése
2018 augusztusában jelentették be, hogy Rebecca Hall rendezőként debütál a Nella Larsen-regény adaptációjában, a főszerepeket pedig Tessa Thompson és Ruth Negga játssza. Hall egy évtizeddel korábban kezdte el írni a forgatókönyvet, miután elgondolkodott saját családja történetén. Amerikai édesanyja, Maria Ewing operaénekesnő vegyes fajú volt, és néhány rokona fehérnek vallotta magát, míg édesapja fehér volt. Amikor Hall bemutatta Neggának a forgatókönyvet, a színésznő elhatározta, hogy együttműködik a film elkészítésében. Meglepte, hogy Larsen regénye nem volt ismertebb, mivel "teljesen megdöbbent", amikor elolvasta. Thompson elmondta, hogy a filmet fekete-fehérben fogják forgatni, hogy a korszak textúráját ábrázolja. André Holland 2019 októberében kapott szerepet. 2019 novemberében Alexander Skarsgård is csatlakozott a szereposztáshoz.
Kevesebb mint egy hónappal a forgatás és a gyártás megkezdése előtt Hallnak még mindig 500 000 dollár hiányzott a kívánt 10 millió dolláros költségvetéshez. Két támogatásra pályázott, hogy fedezze a különbözetet. 2019 novemberében kezdődött a forgatás New Yorkban. A forgatás harmadik hetében Hugh Wentworth szerepe, amelyet eredetileg Benedict Cumberbatchnek szántak, betöltetlen maradt. A költségvetési realitások és a szűkös forgatási határidő miatt a produkciónak olyan színészre volt szüksége, aki New Yorkban él. November 21-én Bill Camp kapta a szerepet, és a forgatás 23 nap után decemberben fejeződött be.